# Przekształcenie Boxa-Coxa
Przekształcenie (albo: transformacja) Boxa-Coxa (ang. Box-Cox transformation) – narzędzie matematyczne używane w statystyce m.in. do przekształcenia zmiennej objaśnianej podczas konstruowania modelu regresyjnego czy do analizy szeregów czasowych. Jego oryginalna postać to:
{\displaystyle Y^{(\lambda )}(X)=\left\{{\begin{matrix}{\frac {X^{\lambda }-1}{\lambda }}&{\mbox{dla }}\lambda \neq 0\\\ln(X)&{\mbox{dla }}\lambda =0\end{matrix}}\right.}
Sporadycznie stosuje się także ogólniejszą postać dwuparametryczną:
{\displaystyle Y^{(\lambda ,c)}(X)=\left\{{\begin{matrix}{\frac {(X+c)^{\lambda }-1}{\lambda }}&{\mbox{dla }}\lambda \neq 0\\\ln(X+c)&{\mbox{dla }}\lambda =0\end{matrix}}\right.}
Stała c nazywana jest parametrem przesunięcia.
Przy założeniu {\displaystyle \lambda >0} otrzymujemy przekształcenie potęgowe:
{\displaystyle Y^{(\lambda )}(X)={\frac {X^{\lambda }-1}{\lambda }}}